# Gentianella cerina
Gentianella cerina là một loài thực vật có hoa trong họ Long đởm. Loài này được (Hook.f.) T.N.Ho & S.W.Liu mô tả khoa học đầu tiên năm 1993.